# Waradorn Unart
Waradorn Unart (thailändisch วราดร อุ่นอาจ; * 1. Juli 1996), auch als Don bekannt, ist ein thailändischer Fußballspieler.

## Karriere
Waradorn Unart steht seit 2015 beim Nakhon Ratchasima FC unter Vertrag. Wo er vorher gespielt hat, ist unbekannt. Der Verein aus Nakhon Ratchasima spielt in der höchsten Liga des Landes, der Thai League. Im August 2022 wechselte er auf Leihbasis zum Zweitligisten Phrae United FC. Für den Verein aus Phrae bestritt er 29 Zweitligaspiele. Nach der Ausleihe kehrte er nach Korat zurück. Am Ende der Saison 2023/24 feierte er mit Nakhon Ratchasima die Meisterschaft der zweiten Liga sowie den direkten Wiederaufstieg in die erste Liga. Nach dem Aufstieg wechselte er wieder auf Leihbasis zum Phrae United FC.

## Erfolge
Nakhon Ratchasima FC
- Thailändischer Zweitligameister: 2023/24  ▲